# Coppa CERS 2016-2017
La Coppa CERS 2016-2017 è stata la 37ª edizione dell'omonima competizione europea di hockey su pista riservata alle squadre di club. Il torneo ha avuto inizio il 5 novembre 2016 e si è concluso il 30 aprile 2017 con la disputa delle final four a Viareggio.
Il titolo è stato conquistato dai portoghesi del Barcelos per la terza volta nella loro storia sconfiggendo in finale gli italiani del CGC Viareggio.
Il Barcelos, in qualità di squadra vincitrice, e il CGC Viareggio, come finalista del torneo, hanno avuto anche il diritto di partecipare alla Coppa Continentale 2017-2018.

## Squadre partecipanti
| Nazione     | Club               | Città                  | Qualificazione                                           |
| ----------- | ------------------ | ---------------------- | -------------------------------------------------------- |
| Austria     | Dornbirn           | Dornbirn               | 1º nell'Österreichischer Meister 2016                    |
| Austria     | Wolfurt            | Wolfurt                | 2º nell'Österreichischer Meister 2016                    |
| Francia     | Coutras            | Coutras                | 4º in Nationale 1 2015-2016                              |
| Francia     | Ploufragan         | Ploufragan             | 5º in Nationale 1 2015-2016                              |
| Francia     | SCRA Saint-Omer    | Saint-Omer             | 6º in Nationale 1 2015-2016                              |
| Germania    | Darmstadt          | Darmstadt              | 5º in Rollhockey-Bundesliga 2015-2016                    |
| Germania    | Düsseldorf Nord    | Düsseldorf             | 4º in Rollhockey-Bundesliga 2015-2016                    |
| Germania    | Germania Herringen | Hamm                   | 2º in Rollhockey-Bundesliga 2015-2016                    |
| Germania    | Remscheid          | Remscheid              | 7º in Rollhockey-Bundesliga 2015-2016                    |
| Germania    | Walsum             | Duisburg               | 3º in Rollhockey-Bundesliga 2015-2016                    |
| Inghilterra | King's Lynn        | King's Lynn            | 1º in Roller Hockey Premier League 2015-2016             |
| Inghilterra | Soham              | Soham                  | 2º in Roller Hockey Premier League 2015-2016             |
| Italia      | CGC Viareggio      | Viareggio              | 5º in Serie A1 2015-2016, quarti di finale dei play-off  |
| Italia      | Follonica          | Follonica              | 7º in Serie A1 2015-2016, quarti di finale dei play-off  |
| Italia      | HRC Monza          | Monza                  | 8º in Serie A1 2015-2016, quarti di finale dei play-off  |
| Italia      | Sarzana            | Sarzana                | 12º in Serie A1 2015-2016, quarti di finale dei play-off |
| Italia      | Trissino           | Trissino               | 9º in Serie A1 2015-2016                                 |
| Portogallo  | Barcelos           | Barcelos               | Detentore Coppa CERS e 5º in 1ª Divisão 2015-2016        |
| Portogallo  | Juventude Viana    | Viana do Castelo       | 7º in 1ª Divisão 2015-2016                               |
| Portogallo  | Turquel            | Alcobaça               | 8º in 1ª Divisão 2015-2016                               |
| Spagna      | Caldes             | Caldes de Montbui      | 7º in OK Liga 2015-2016                                  |
| Spagna      | Igualada           | Igualada               | 8º in OK Liga 2015-2016                                  |
| Spagna      | Noia               | Sant Sadurní d'Anoia   | 9º in OK Liga 2015-2016                                  |
| Spagna      | Vendrell           | El Vendrell            | 5º in OK Liga 2015-2016                                  |
| Spagna      | Vilafranca         | Vilafranca del Penedès | 6º in OK Liga 2015-2016                                  |
| Svizzera    | Biasca             | Biasca                 | 7º in Lega Nazionale A 2015-2016                         |
| Svizzera    | Ginevra            | Ginevra                | 2º in Lega Nazionale A 2015-2016                         |
| Svizzera    | Uri                | Seedorf                | 8º in Lega Nazionale A 2015-2016                         |
| Svizzera    | Uttigen            | Uttigen                | 5º in Lega Nazionale A 2015-2016                         |
| Svizzera    | Wimmis             | Wimmis                 | 9º in Lega Nazionale A 2015-2016                         |

## Risultati

### Primo turno
| Squadra 1          | Totale  | Squadra 2       | Andata | Ritorno |
| ------------------ | ------- | --------------- | ------ | ------- |
| Coutras            | 1 - 7   | Caldes          | 0 - 1  | 1 - 6   |
| Wimmis             | 9 - 6   | Dornbirn        | 2 - 4  | 7 - 2   |
| Soham              | 1 - 15  | SCRA Saint-Omer | 1 - 7  | 0 - 8   |
| Trissino           | 14 - 4  | Düsseldorf Nord | 6 - 3  | 8 - 1   |
| CGC Viareggio      | 8 - 5   | Vendrell        | 3 - 3  | 5 - 2   |
| King's Lynn        | 2 - 29  | Ploufragan      | 1 - 13 | 1 - 16  |
| Igualada           | 14 - 3  | Biasca          | 7 - 1  | 7 - 2   |
| Wolfurt            | 6 - 17  | Remscheid       | 2 - 9  | 4 - 8   |
| Germania Herringen | 5 - 7   | Turquel         | 2 - 3  | 3 - 4   |
| Walsum             | 6 - 5   | Uttigen         | 2 - 2  | 4 - 3   |
| Ginevra            | 11 - 12 | Sarzana         | 5 - 6  | 6 - 6   |
| Uri                | 4 - 10  | HRC Monza       | 1 - 4  | 3 - 6   |
| Darmstadt          | 4 - 15  | Juventude Viana | 2 - 7  | 2 - 8   |
| Noia               | 5 - 8   | Follonica       | 1 - 2  | 4 - 6   |

### Ottavi di finale
| Squadra 1       | Totale | Squadra 2  | Andata | Ritorno |
| --------------- | ------ | ---------- | ------ | ------- |
| Caldes          | 12 - 5 | Wimmis     | 5 - 1  | 7 - 4   |
| SCRA Saint-Omer | 7 - 8  | Trissino   | 4 - 3  | 3 - 5   |
| CGC Viareggio   | 11 - 5 | Ploufragan | 7 - 4  | 4 - 1   |
| Igualada        | 17 - 4 | Remscheid  | 11 - 1 | 6 - 3   |
| Turquel         | 6 - 5  | Walsum     | 4 - 0  | 2 - 5   |
| Sarzana         | 10 - 9 | HRC Monza  | 6 - 4  | 4 - 5   |
| Juventude Viana | 5 - 6  | Vilafranca | 3 - 1  | 2 - 5   |
| Follonica       | 3 - 6  | Barcelos   | 1 - 3  | 2 - 3   |

### Quarti di finale
| Squadra 1     | Totale | Squadra 2 | Andata | Ritorno |
| ------------- | ------ | --------- | ------ | ------- |
| Caldes        | 9 - 5  | Trissino  | 4 - 3  | 5 - 2   |
| CGC Viareggio | 8 - 5  | Igualada  | 4 - 1  | 4 - 4   |
| Turquel       | 4 - 5  | Sarzana   | 2 - 2  | 2 - 3   |
| Vilafranca    | 6 - 8  | Barcelos  | 3 - 2  | 3 - 6   |

### Final Four
Le Final Four della manifestazione si sono disputate presso il PalaBarsacchi a Viareggio dal 29 al 30 aprile 2017.
|  | Semifinali    | Semifinali    | Semifinali    |               |          | Finale   | Finale | Finale |  |
|  |               |               |               |               |          |          |        |        |  |
|  | Barcelos      | Barcelos      | 3             |               |          |          |        |        |  |
|  | Barcelos      | Barcelos      | 3             |               |          |          |        |        |  |
|  | Sarzana       | Sarzana       | 1             |               |          |          |        |        |  |
|  | Sarzana       | Sarzana       | 1             |               | Barcelos | Barcelos | 4      |        |  |
|  |               |               |               |               | Barcelos | Barcelos | 4      |        |  |
|  |               |               | CGC Viareggio | CGC Viareggio | 2        |          |        |        |  |
|  | CGC Viareggio | CGC Viareggio | CGC Viareggio | CGC Viareggio | 2        | 2        |        |        |  |
|  | CGC Viareggio | CGC Viareggio |               |               |          |          |        |        |  |
|  | Caldes        | Caldes        | 0             |               |          |          |        |        |  |